# Tjårokjávrre (Arjeplogs socken, Lappland)
Tjårokjávrre, enligt tidigare ortografi Tjårokjaure, är en sjö i Arjeplogs kommun i Lappland och ingår i Piteälvens huvudavrinningsområde. Sjön har en area på 0,317 kvadratkilometer och ligger 614 meter över havet. Tjårokjávrre ligger i Hornavan-Sädvajaure fjällurskog Natura 2000-område.

## Delavrinningsområde
Tjårokjávrre ingår i det delavrinningsområde (737676-158266) som SMHI kallar för Mynnar i Rappen. Medelhöjden är 663 meter över havet och ytan är 82,42 kvadratkilometer. Det finns inga avrinningsområden uppströms utan avrinningsområdet är högsta punkten. Väppsájåhkå som avvattnar avrinningsområdet har biflödesordning 3, vilket innebär att vattnet flödar genom totalt 3 vattendrag innan det når havet efter 260 kilometer. Avrinningsområdet består mestadels av skog (63 procent) och kalfjäll (31 procent). Avrinningsområdet har 1,1 kvadratkilometer vattenytor vilket ger det en sjöprocent på 1,3 procent.